# 奥尔梅达德尔雷
奥尔梅达德尔雷，是西班牙卡斯蒂利亚-拉曼恰昆卡省的一个市镇。总面积75平方公里，总人口225人（2001年），人口密度3人/平方公里。